# Resolutie 1922 Veiligheidsraad Verenigde Naties
Resolutie 1922 van de Veiligheidsraad van de Verenigde Naties werd aangenomen op 12 mei 2010 met unanimiteit onder de leden van de Raad en verlengde het mandaat van de MINURCAT-vredesmissie in de Centraal-Afrikaanse Republiek met twee weken. In die tijd zou het mandaat van de missie grondig herzien worden. Buurland Tsjaad was immers van mening dat het militaire component van de macht gefaseerd kon worden teruggetrokken.

## Achtergrond
In 2003 brak in de regio Darfur van Soedan een conflict uit tussen rebellen, die het oneens waren met de verdeling van olie-inkomsten uit de regio, en door de regering gesteunde milities. Die laatsten gingen over tot etnische zuiveringen en er werden grove mensenrechtenschendingen gepleegd. Miljoenen mensen sloegen op de vlucht naar voornamelijk buurland Tsjaad. Door de grote toestroom van vluchtelingen raakte ook dat land gedestabiliseerd. In 2006 werd een opstand van rebellen in de kiem gesmoord en in 2007 werd een vredesverdrag met hen gesloten. Dat werd in 2008 door de rebellen weer verbroken, waarna ze probeerden de hoofdstad N'Djamena in te nemen.
In 2007 werd MINURCAT opgericht om de vele vluchtelingen uit Darfur en hulpverleners in de regio te beschermen.

## Inhoud
De Veiligheidsraad:
- Herinnert aan de voorgaande resoluties 1769, 1778, 1834, 1861 en 1913.
- Overweegt het mandaat van de MINURCAT-vredesmacht grondig te herzien.
- Stelt vast dat de situatie in de regio (CAR-Tsjaad) een bedreiging voor de internationale vrede en veiligheid blijft.

1. Besluit het mandaat van MINURCAT tot 26 mei 2010 te verlengen.
2. Besluit actief op de hoogte te blijven.

## Verwante resoluties
- Resolutie 1861 Veiligheidsraad Verenigde Naties (2009)
- Resolutie 1913 Veiligheidsraad Verenigde Naties
- Resolutie 1923 Veiligheidsraad Verenigde Naties
- Resolutie 2031 Veiligheidsraad Verenigde Naties (2011)

Lijst ·  1908 ·  1909 ·  1910 ·  1911 ·  1912 ·  1913 ·  1914 ·  1915 ·  1916 ·  1917 ·  1918 ·  1919 ·  1920 ·  1921 ·  1922 ·  1923 ·  1924 ·  1925 ·  1926 ·  1927 ·  1928 ·  1929 ·  1930 ·  1931 ·  1932 ·  1933 ·  1934 ·  1935 ·  1936 ·  1937 ·  1938 ·  1939 ·  1940 ·  1941 ·  1942 ·  1943 ·  1944 ·  1945 ·  1946 ·  1947 ·  1948 ·  1949 ·  1950 ·  1951 ·  1952 ·  1953 ·  1954 ·  1955 ·  1956 ·  1957 ·  1958 ·  1959 ·  1960 ·  1961 ·  1962 ·  1963 ·  1964 ·  1965 ·  1966